# Rodrigo Viega
Rodrigo Pascual Viega Alves, noto semplicemente come Rodrigo Viega (Rivera, 7 agosto 1991), è un calciatore uruguaiano, centrocampista dell'Albion.

## Caratteristiche tecniche
È un centrocampista centrale.

## Carriera
Cresciuto nel settore giovanile del Peñarol, ha esordito in prima squadra il 29 maggio 2011 disputando l'incontro di Primera División Profesional pareggiato 2-2 contro il Central Español.

## Palmarès

### Competizioni nazionali
- Campionato uruguaiano: 1

Peñarol: 2015-2016